# Die Welt ohne Waffen
Die Welt ohne Waffen ist ein deutscher Science-Fiction-Stummfilm aus dem Jahr 1927 mit pazifistischer Botschaft. Unter der Regie von Gernot Bock-Stieber spielte Paul Wegener die Hauptrolle.

## Handlung
Dr. Dankmar Tollen ist von Beruf Elektroingenieur. Durch ein traumatisches Erlebnis während des Ersten Weltkriegs ist er zur Erkenntnis gelangt, dass nicht Tapferkeit oder Einsatz der Soldaten das Kriegsglück entscheiden könne, sondern lediglich die ausgefeiltere Kriegsmaschinerie, die einem Land zur Verfügung steht. Aus diesem Grund hat er sich gleich nach 1918 mit Hilfe seiner Assistentin Karin ans Werk gemacht, um mittels einer Erfindung jedes mit elektrischer Energie betriebene Kriegsgerät im Falle eines Einsatzes unbrauchbar zu machen, um damit in Zukunft alle Kriege zu verhindern. Voller Stolz präsentiert Dankmar seinem jüngeren Bruder Gerd, einem Hauptmann der Armee, und dessen Braut Jutta, seine Erfindung. Dankmar setzt seinen gewaltigen Apparat in Gang, und augenblicklich liegt die nächtens hell erleuchtete Stadt im tiefsten Dunkel. Als er an einem Kondensator dreht, geht schlagartig das Licht wieder an.
Hauptmann Gerd erkennt sofort, wie wichtig für die Kriegsführung des Bruders Erfindung sein könnte und überlegt sich schon, wie hilfreich der Apparat für seine Armee ist. Dankmar Tollen hat jedoch einzig die Bewahrung des Weltfriedens im Sinn. Damit die Apparatur auch nur in seinem Sinne eingesetzt wird, hat Dankmar sich auch darüber schon Gedanken gemacht. Einzig eine gewisse Gesellschaft der Friedensfreunde solle im Notfall an die Hebel und Knöpfchen gelangen dürfen. Doch Tollens Superwaffe hat sofort die Agentenwelt im In- und Ausland hellhörig gemacht. Einer von ihnen, der Asiate Rahi Tao, hat sich daher in ebendiese Gesellschaft eingeschlichen, um Dankmar Tollen näher kennen zu lernen und so an mehr Informationen zu gelangen. Damit der asiatische Finsterling nicht an die Unterlagen kommen kann, nutzt Bruder Gerd ein gesellschaftliches Beisammensein bei seinem Bruder und will die Unterlagen an sich bringen. Dummerweise hat Rahi Tao genau dieselbe Idee zu genau demselben Zeitpunkt.
Als Dankmar nach dem Rechten sehen will, sieht er seinen Bruder niedergeschlagen und bewusstlos am Boden liegend, während sich der asiatische Spion mit den Papieren bereits abgesetzt hat. Die Dinge nehmen an Fahrt auf. Rahi Tao ist über alle Berge, und Gerd Tollen wird bei seinem nächsten Einsatz von Gegnern via Flugzeug und Kriegsschiff beschossen. Über den Chef des Nachrichtendienstes von Kornerup erfährt Dankmar, dass sein Bruder jedoch den Angriff überlebt habe, während Rani Tao auf seiner Flucht mit dem Flugzeug über dem Meer abgestürzt sei. Dankmar Tollen muss nunmehr erkennen, dass allein eine Kriegsverhinderungsmaschinerie nicht ausreichen wird, um den Frieden für immer zu sichern, wenn nicht gleichzeitig dazu der Wille unter den Völkern der Welt reift.

## Produktionsnotizen
Die Welt ohne Waffen entstand in Berlin und passierte die Filmzensur am 6. September 1927. Die Uraufführung erfolgte im darauffolgenden Monat in mehreren deutschen Städten. Paul Hetzer war für die Filmbauten verantwortlich. In Österreich lief der Film unter dem Titel Abrüstung?! an.